# کاهش سیلاب

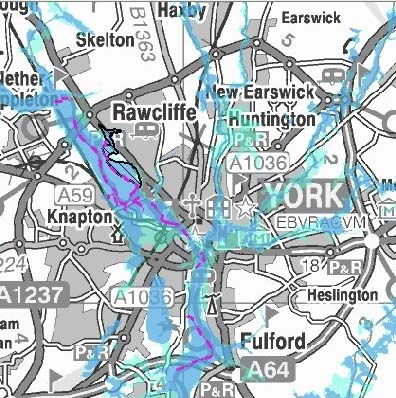
نقشه برنامه‌ریزی برای مهار سیلاب

در مهندسی محیط زیست، کاهش سیلاب (به انگلیسی: Flood mitigation)، شامل مدیریت و کنترل حرکت آب سیل است، مانند هدایت مجدد رواناب سیل از طریق استفاده از دیواره‌های سیل و دروازه‌های سیل، به جای تلاش برای جلوگیری از سیل. همچنین شامل مدیریت افراد، از طریق اقداماتی مانند تخلیه و خواص ضدخشکی / مرطوب است. پیشگیری و کاهش سیل را می‌توان در سه سطح مورد مطالعه قرار داد: در املاک شخصی، جوامع کوچک و کل شهر یا شهرها. با محافظت از افراد و اموال بیشتر، هزینه‌های حفاظت نیز افزایش می‌یابد. برای مثال، FEMA ایالات متحده برآورد می‌کند که به ازای هر ۱٫۰۰ دلار هزینه‌شده برای مهار، ۴٫۰۰ دلار صرفه‌جویی می‌شود.

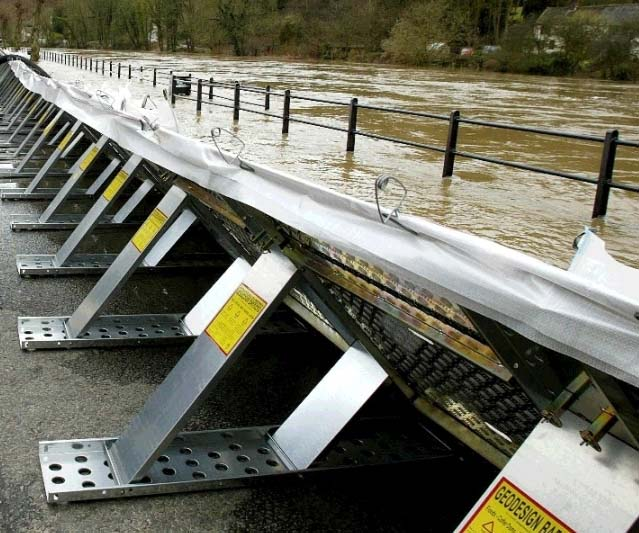
سیل‌بند اضطراری